# Loonzakje
Het loonzakje is een envelop waarin het nettoloon aan het eind van de betaalperiode, veelal week of maand, contant aan de werknemers werd uitbetaald. Met het toenemende gebruik van bank- en girorekeningen in de jaren 1960 raakte deze wijze van uitbetaling geleidelijk in onbruik. Het begrip loonzakje wordt echter nog steeds wel gebruikt om het nettoloon aan te geven.

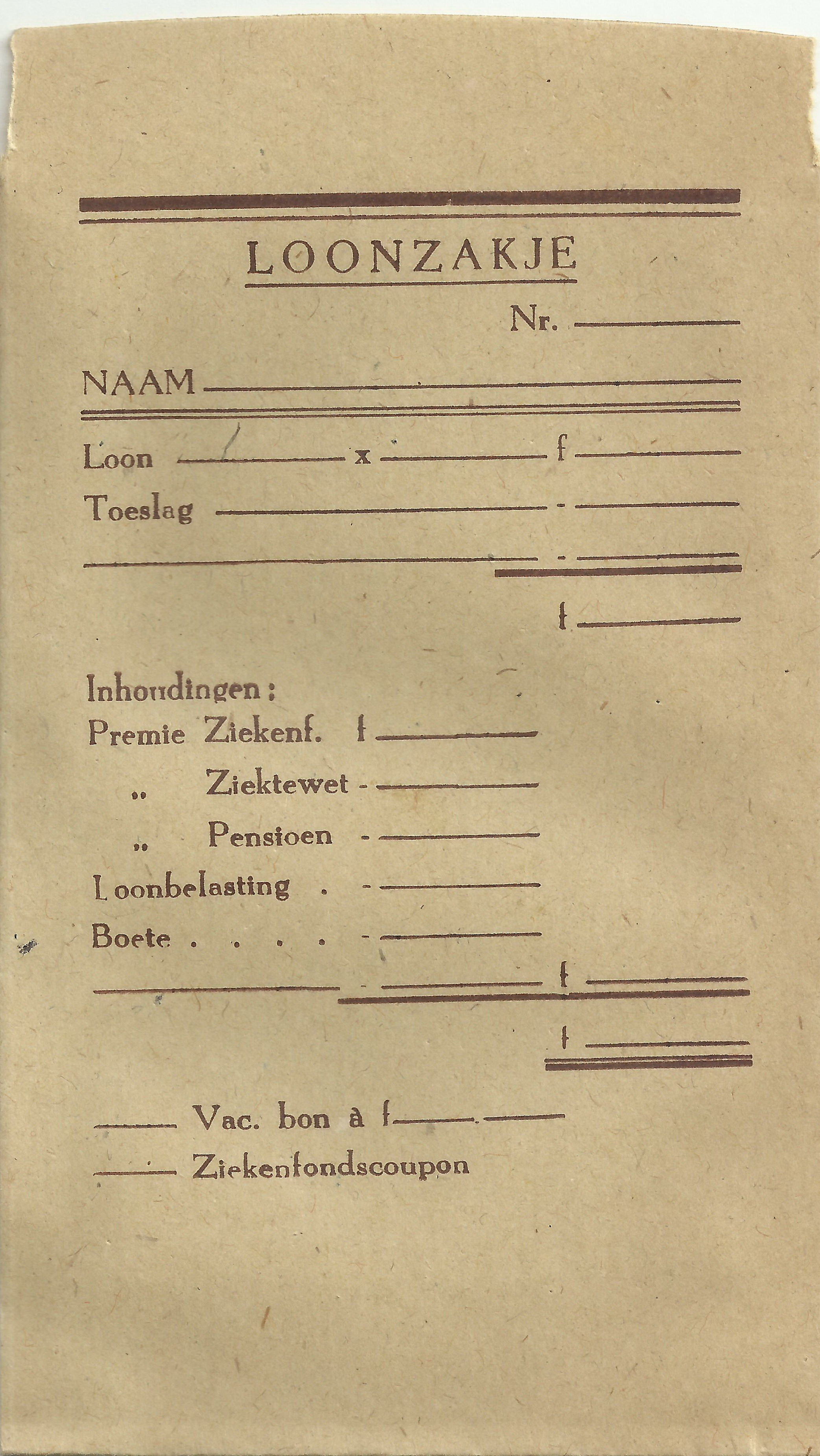
Loonzakje tbv contante salarisbetaling

Het loonzakje bevatte behalve het geldbedrag soms ook een briefje of loonstrookje waarin de berekening van het nettoloon werd gespecificeerd. Soms werd de berekening van het nettoloon op de buitenkant van het loonzakje aangegeven in plaats van op een aparte brief of loonstrook. Bij bedrijven met onregelmatige werktijden kon het nettobedrag een aangename of onaangename verrassing betekenen. Vaak was het loonzakje voorzien van gaten zodat men kon controleren dat er wat in het zakje zat of juist om te controleren dat het zakje leeg was (zodat men niet per ongeluk een zakje met geld weggooide). Indien men recht had op bijvoorbeeld vakantiebonnen dan werden die ook via het loonzakje verstrekt. Op de envelop stond soms ook behalve de naam van de werknemer (soms van het strookje te lezen door een venster), ook de specificatie van het geld (in coupures of denominaties). Zo kon de administratie van de werkgever een bestelling voor de bank berekenen om iedereen met gepast geld te betalen.
In Noord-Brabant werd het loonzakje door getrouwde mannen en thuiswonende jongeren vaak ongeopend aan hun vrouw of moeder gegeven, die hen daaruit een klein traktement gaf.